# Colombe de Bâle
Pour les articles homonymes, voir Colombe (homonymie).
La Colombe de Bâle est le nom donné au premier timbre émis par la poste du canton suisse de Bâle en 1845.
Non dentelé, il représentait une colombe blanche sur un écu rouge, entouré de la mention « STADT-POST-BASEL » (Poste urbaine de Bâle). Ce fut le premier timbre-poste en relief et en couleur (blanc, rouge et un pourtour bleu clair). Ce dessin a été réalisé par l'architecte Melchior Berri.
De manière similaire au Double de Genève, un timbre de 2 centimes et demi (2½ Rp) suffit pour une lettre dans la ville. Il faut deux timbres pour la lettre allant de la ville aux faubourgs et aux autres communes du canton. Comme pour les cantons de Zürich (4 et 6 rappen de Zürich) et de Genève (Double de Genève), les autorités cantonales de Bâle ont gardé de la réforme britannique de 1840 (matérialisée par le Penny Black) l’idée du paiement d’avance du transport postal, mais ont continué à tenir compte de la distance.
Dans la phase de conception de ce timbre, un essai avec le pourtour en vert fut imprimé. Cet essai en vert figure sur un timbre d'Ouganda pour le 150e anniversaire du Penny Black, en 1990.